# Antoni Joan Bertomeu Vallés
Antoni Joan Bertomeu Vallés (Teulada, 2 d'agost de 1968) és un polític valencià, diputat a les Corts Valencianes en la IX legislatura.

## Biografia
És llicenciat en dret, especialitzat en dret financer i tributari, des de 1991 exerceix com a advocat. Militant del PPCV, fou elegit regidor de l'ajuntament de Teulada sa les eleccions municipals espanyoles de 1995 i 2007. En 2009 va substituir com a alcalde de Teulada José Císcar Bolufer, i va revalidar el seu mandat a les eleccions municipals espanyoles de 2011.
De 2011 a 2015 també ha estat president de la Mancomunitat Cultural de la Marina Alta (MACMA) i del Consell de Salut del Departament de Dénia, i membre de la Federació Valenciana de Municipis i Províncies. En març de 2015 va anunciar que no es presentaria a la reelecció com a alcalde a les eleccions municipals de 2015. Nogensmenys, fou elegit diputat a les eleccions a les Corts Valencianes de 2015. Actualment és membre de la Comissió d'Agricultura, Ramaderia i Pesca i de la Comissió Permanent no legislativa d'Afers Europeus de les Corts Valencianes.